# Isla Attu
Attu es la mayor isla y la más occidental del archipiélago de las islas Near, haciéndola el territorio ubicado más al oeste dentro del grupo de las islas Aleutianas, de Alaska. La Estación de Attu, la única área habitada de la isla hasta 2010, se halla a 52°51' de latitud norte, 173°11' de longitud este, convirtiéndola en el punto extremo occidental del continente americano; sin embargo, al encontrarse más allá del antimeridiano, en el hemisferio oriental, técnicamente es el punto más oriental de los Estados Unidos y del continente americano. Así considerado, la isla Amatignak (51° 15′ 44″ N, 179° 6′ 31″ O) en el grupo de las Delarof, sería el punto más occidental de América.
La isla se encuentra ubicada a 1700 km de Alaska continental, y a 1200 km al noreste del punto más septentrional de las islas Kuriles, en Rusia. Attu mide alrededor de 32 km de largo por 56 km de ancho, ocupando una superficie de 892,795 km². La población en 2010 era de 21 personas, todas ellas en la Estación de Attu. En agosto del mismo año, con el cierre de la estación, la isla quedó deshabitada.

## Tsunami de 2011
El 11 de marzo de 2011 se produjo en Japón un gran terremoto de 9,0 grados en la escala sismológica de magnitud de momento, lo que generó una alerta de maremoto en la mayor parte del océano Pacífico, afectando a países como México, China, y Estados Unidos. El tsunami finalmente tocó la costa de Alaska, afectando a varias ciudades, entre ellas, Anchorage, Nome y también la base de la Isla Attu.

## Etimología
El nombre Attu es una transliteración del nombre aleutiano de la isla. Originalmente fue bautizada como San Teodoro por el explorador ruso Alekséi Chírikov en 1742.